# فرانسواز ساگان
فرانسواز ساگان (به فرانسوی: Françoise Sagan) (زادهٔ ۲۱ ژوئن ۱۹۳۵ - درگذشتهٔ ۲۴ سپتامبر ۲۰۰۴) رمان‌نویس و نمایشنامه نویس فرانسوی بود. ساگان یکی از نویسندگان موج نو فرانسه بود که به‌عنوان نماد طغیان جوانان در پاریس بعد از جنگ دوم و شکوفایی عصر اگزیستانسیالیسم توصیف شده‌است.

## زندگی‌نامه
فرانسواز ساگان که نام اصلی اش «فرانسواز کواره» بود در سال ۱۹۳۵ در شهر «کاژارک» در جنوب غرب فرانسه در خانواده‌ای مرفه، چشم به جهان گشود. در ده سالگی، خانواده اش به پاریس نقل مکان کرد. فرانسواز در این خانوادهٔ بورژوا به رغم امکانات تربیتی خوبی که داشت در تحصیل درخشان و موفق نبود. به گفتهٔ خودش «پدر و مادر همواره از من حمایت کردند».

## دوران نویسندگی
وی به دلیل زیرپا گذاشتن مقررات مدرسه متعلق به راهبه‌های کاتولیک که در آن درس می‌خواند از مدرسه اخراج شد و در تابستان سال ۱۹۵۳، طی هفت هفته کتاب «سلام بر غم»، نخستین و پرآوازه‌ترین رمانش را تکمیل کرد. «سلام بر غم» در سال ۱۹۵۴ در ۱۸۸ صفحه منتشر کرد که در عرض چند روز به چاپ مجدد رسید، سپس به ۲۲ زبان (از جمله فارسی) ترجمه شد. عنوان کتاب را فرانسواز از یکی از اشعار پل الوار گرفته‌است. سلام بر غم داستان یک دختر نوجوان از یک خانواده ثروتمند است که برای پر کردن خلأ زندگی خود به توطئه چینی برای قتل معشوق جدید پدرش روی می‌آورد. همزمان با انتشار این کتاب، فرانسواز، که هنوز به سن قانونی نرسیده، بنا به خواست خانواده، نام خانوادگی مستعاری برای خود برگزید که تا به آخر همراه اوبود: «ساگان». او این نام را با الهام از «پرنسس ساگان» مارسل پروست در کتاب در جستجوی زمان از دست رفته انتخاب می‌کند.
ساگان بیش از ۴۰ رمان و نمایشنامه را خلق کرد. نویسنده‌ای که به قول بسیاری از دوستانش، خود از نوشته‌هایش مدرن تر بود. اهمیت و شهرت او در واقع از قهرمانان داستان‌هایش بیشتر بود و به این قهرمانان بیشتر می‌شد نزدیک شد تا خود او! خود او قهرمان اصلی به حساب می‌آمد. به گفتهٔ منتقدان ادبی، ساگان گر چه هرگز به عنوان یک نویسندهٔ بزرگ فرانسوی مطرح نشد، اما یکی از پدیده‌های نادر ادبیات این کشور در قرن بیستم به‌شمار می‌آید.

## اعتقادات سیاسی
فرانسواز ساگان یکی از زنان فمینیستی است که در آوریل ۱۹۷۱ در اعتراض به ممنوعیت سقط جنین، «مانیفست ۳۴۳ زنی که غیرقانونی سقط جنین کرده‌اند» معروف به «مانیفست ۳۴۳ سلیطه» را امضا کرد. وی بدون عضویت در حزب سیاسی خاصی به اندیشه‌های سوسیالیستی نزدیک بود، در جنبشهای اجتماعی مه ۱۹۶۸ فعال بود، با ساخاروف و فیدل کاسترو ملاقات کرد و یکی از دوستان فرانسوا میتران رئیس‌جمهور سوسیالیست فرانسه به‌شمار می‌آمد.

## زندگی خصوصی
فرانسواز ساگان در سال ۱۹۵۵ در نیویورک با ادیتور فرانسوی، گی شولر آشنا و در سال ۱۹۵۷ با او ازدواج کرد. در سال ۱۹۶۰ از گی شولر جدا شد و در سال ۱۹۶۲ با مجسمه‌ساز آمریکایی رابرت وستهوف ازدواج کرد و در همان سال صاحب فرزندی به نام آنری شد. ازدواج دوم فرانسواز ساگان نیز در سال ۱۹۷۲ به طلاق انجامید. پس از آن با زنی به نام پگی روش روابط دوستانه و عاشقانه‌ای برقرار کرد که تا پایان عمر روش ادامه یافت.
فرانسواز ساگان در سالهای واپسین عمر خود شخصیتی بحث‌برانگیز بود و در سالهای ۱۹۸۸ و ۱۹۹۵ به حمل و استفاده از مواد مخدر محکوم شد و پس از محکومیتش به اتهام جرایم مالیاتی در سال ۲۰۰۱ در پرونده جنجالی الف، ناچار به ترک آپارتمان خود و سکنی گزیدن در منزل یکی از دوستانش گردید.

## مرگ
فرانسواز ساگان پس از تصادف مهلکش در سال ۱۹۵۷ با بیماری، اعتیاد به مواد مخدر، دارو و الکل و معالجات متعدد دست به گریبان بود که حاصل آن کتابی است به نام سمی.
ساگان پس از آنکه چند روز به دلیل نارسایی قلبی و ریوی در بیمارستانی در شهر آنفلور، واقع در شمال غرب فرانسه، بستری بود در ساعات اولیه بامداد روز شنبه، ۲۴ سپتامبر ۲۰۰۴، در اثر شدت بیماری طولانی ریوی در ۶۹ سالگی، در حالیکه پسر و یکی از دوستان نزدیک وی در کنارش بودند، در بیمارستان درگذشت و در زادگاهش کاژارک به خاک سپرده شد.
با پخش خبر مرگ ساگان، ژاک شیراک، رئیس‌جمهور، و ژان-پیر رافارن، نخست‌وزیر فرانسه، با انتشار بیانیه‌هایی نسبت به وی ادای احترام کردند. ژاک شیراک گفت که ساگان «نمادی برجسته از نسل خویش بود» که به ارتقای موقعیت زنان در فرانسه کمک فراوان کرد و با درگذشت ساگان، فرانسه یکی از درخشانترین و حساسترین نویسندگان خود را از دست داده‌است. نخست‌وزیر فرانسه نیز در بیانیه خود ساگان را «لبخندی که غمزده، پر رمز و راز، مهجور و در عین حال شادی آفرین بود» توصیف کرد.

## رمانها
- سلام بر غم ۱۹۵۴ (ترجمه فرزام حبیبی انتشارات هرم-ترجمه بابک مقدم سال 1335). این رمان در لیست ۱۰۰۱ کتاب که باید قبل از مرگ بخوانید و همچنین لیست روزنامه گاردین(۱۰۰۰ رمان که هر شخص باید بخواند) و همچنین لیست ۱۰۰ کتاب فرن لوموند قرار دارد.
- نوعی لبخند ۱۹۵۶
- نیویورک (متن‌های گوناگون) ۱۹۵۶
- در یک ماه در یک سال ۱۹۵۷
- از برامس خوشتان می آید؟ ۱۹۵۹
- سمی ۱۹۶۴
- نگهبان دل ۱۹۶۸
- کمی خورشید در آب سرد ۱۹۶۹
- آبی‌هایی برای روح ۱۹۷۲
- ابرهای جادویی ۱۹۷۳
- نیمرخ گمشده ۱۹۷۴
- پاسخ‌ها ۱۹۷۵
- چشمان ابریشمی (مجموعه داستان‌های کوتاه) ۱۹۷۵
- بریژیت باردو ۱۹۷۵
- موسیقی‌های صحنه (مجموعه داستان‌های کوتاه) ۱۹۸۱
- زن بزک کرده ۱۹۸۱ (بلندترین رمان در ۵۰۰ صفحه)
- رگبار ساکن ۱۹۸۳
- با بهترین خاطره‌ام ۱۹۸۴ (خاطرات)
- از جنگ خسته ۱۹۸۵
- سارا برنارد یا خنده‌ای نشکستنی ۱۹۸۷
- خون آب رنگ ۱۹۸۷
- بر مرمر: گاه‌شمار بازیافتهٔ سال‌های ۱۹۵۲ تا ۱۹۶۲–۱۹۸۸
- قلاده ۱۹۸۹
- فراریان دروغین ۱۹۹۲
- پاسخ‌های دندان شکن ۱۹۹۲
- خانهٔ راکل وگا ۱۹۹۲
- آثار ۱۹۹۳
- … و تمامی علاقهٔ من ۱۹۹۳
- یک اندوه گذرا ۱۹۹۴
- آیینهٔ گم شده ۱۹۹۶
- درپشت شانه (سر) ۱۹۹۸
- باز هم خداحافظ
- ضربه طبل به علامت تسلیم
- بی‌سایگان (رمان) (ترجمه به فارسی، علیرضا دوراندیش، نشر نون، ۱۳۹۴)

## تئاتر
- کاخ در سوئد ۱۹۵۹
- گاهی، ویولون‌ها ۱۹۶۱
- پیراهن ارغوانی والنتین ۱۹۶۳
- اسب بیهوش شده ۱۹۶۶
- پیانویی بر چمن ۱۹۷۰
- بستر به هم ریخته ۱۹۷۷
- روز و شب، هوا خوب است ۱۹۷۸
- سگ خوابیده ۱۹۸۰
- افراط کاری واژگونه ۱۹۸۷

## سینما
- آیا برامس را دوست دارید (سناریوی آناتول لیتواک) ۱۹۶۲
- لاندرو (نام یا جنایتکار قاتل زنان- سناریوی کلود شابرول) ۱۹۶۲
- سرخس‌های آبر رنگ (سناریو و اجرا) ۱۹۷۸